# دونالد کالپوکاس
دونالد کالپوکاس (انگلیسی: Donald Kalpokas; ۲۳ اوت ۱۹۴۳ – ۲۰ مارس ۲۰۱۹) سیاست‌مدار اهل وانواتو بود. وی دو مرتبه از ۶ سپتامبر ۱۹۹۱ تا ۱۶ دسامبر ۱۹۹۱ و از ۳۰ مارس ۱۹۹۸ تا ۲۵ نوامبر ۱۹۹۹ نخست‌وزیر این کشور بود.
دونالد کالپوکاس در ۲۰ مارس ۲۰۱۹، در سن ۷۵ سالگی درگذشت.